# Sochaczewski
Sochaczewski là một huyện thuộc tỉnh Mazowieckie của Ba Lan. Huyện có diện tích 735 km². Đến ngày 1 tháng 1 năm 2011, dân số của huyện là 84110 người và mật độ 114 người/km².